# Svartasjön (Kyrkhults socken, Blekinge)
Svartasjön är en sjö i Olofströms kommun i Blekinge och ingår i Skräbeåns huvudavrinningsområde.